# François Koch
Pour les articles homonymes, voir Koch.
François Koch est un journaliste français, chargé de l'actualité judiciaire au magazine L'Express de 1988 à 2019, il est également connu pour être un spécialiste de la franc-maçonnerie.

## Biographie
Journaliste depuis 1984, il est rédacteur à L'Express de 1988 à 2019. 
Chef de rubrique Justice à partir de 2011, il est notamment chargé de l'actualité des institutions (Chancellerie, tribunaux, prisons) depuis 2009. Auditeur de la 24e session (2012-2013) de l'Institut national des hautes études de la Sécurité et de la Justice.
En 1999, il publie le livre La vraie nature d'Arlette, où Arlette est Arlette Laguiller, porte parole de Lutte ouvrière. Selon Le Point, François Koch y décrit notamment les méthodes d'embrigadement de ce mouvement trotskiste (« Il faut proposer [au jeune recruté] de le voir tous les jours, il faut être son père, sa mère, son frère, sa sœur »), et ses contraintes militantes (la procréation comme la mise en ménage sont découragées).
Il est par ailleurs spécialisé dans l'étude de la franc-maçonnerie. L'Obs le qualifie de « Monsieur francs-maçons » de L’Express. La revue Médias l'interviewe lors d'un article sur les journalistes francs-maçons en le présentant comme l'un des « meilleurs connaisseurs de la franc-maçonnerie ».
En 2009, après sept années d'enquêtes au sein des obédiences maçonniques, il publie Le Vrai Pouvoir des francs-maçons, qui s'interroge selon L'Express sur l'influence des « 159 750 personnes » qui « œuvrent et réfléchissent dans leurs loges pour faire avancer leurs idées... et leur pouvoir ». D'après L'Express, l'ouvrage porte notamment sur les relations « troubles » entre les francs-maçons et le monde politique.
En 2012, il est interviewé par Libération sur la publication d'articles sur la franc-maçonnerie dans L'Express. Libération signale que par deux fois, lorsque François Koch a publié des articles sur les francs-maçons, L'Express a vu passer ses ventes en kiosque à 112 000 exemplaires (2002) et 106 000 (2008), contre 73 000 exemplaires vendus en moyenne d'habitude. Selon François Koch, « Les mystères, les rituels ésotériques ou loufoques excitent toujours la curiosité de bien des lecteurs. Mais il y a aussi tous les fantasmes autour des pouvoirs supposés des réseaux francs-maçons ». Mais François Koch se défend que la franc-maçonnerie soit un « marronnier lucratif, contrairement à ce qu’affirment les mauvaises langues » , et en veut pour preuve que, d'après lui, « les trois dernières couvertures franc-maçonnes ont à peine dépassé 73 000 exemplaires ». Au cours de cet interview, il affirme que des francs-maçons peuvent aussi avoir la curiosité de lire ses articles dans L'Express, il y « révèle toujours des informations tenues secrètes par les hauts dignitaires de leurs obédiences ».
En 2014, il est invité en tant que connaisseur de la franc-maçonnerie  au débat Les Francs-maçons et le pouvoir… entre fantasme et réalité sur la chaîne parlementaire, aux côtés du journaliste Serge Moati et Daniel Keller, grand maître du Grand Orient de France.
En février 2017, il publie des informations sur la visite du  président François Hollande à la fête des 300 ans de franc-maçonnerie au siège du Grand Orient de France, ou il prononce un discours après avoir visité le musée de la franc-maçonnerie,.
Il est par ailleurs conseiller prud'hommes à Paris depuis janvier 2003 et contrôleur extérieur au Contrôle général des lieux de privation de liberté depuis novembre 2019.

## Publications
- 1994 : La Vie après l'accident : le bouleversant témoignage des handicapés, Plon.
- 1999 : La Vraie Nature d'Arlette, Contre-enquête, Le Seuil.
- 2009 : Le Vrai Pouvoir des francs-maçons, Express-Roularta (réédité en format poche en 2011).
- 2010 : Faut-il avoir peur des francs-maçons ?, entretiens d'Alain Bauer et de François Koch réalisés par Emmanuelle Duverger et Robert Ménard, Mordicus,  (ISBN 2918414204).